# روهیت داوان
روهیت داوان (انگلیسی: Rohit Dhawan؛ زادهٔ ۲۶ دسامبر ۱۹۸۳) فیلم‌ساز هندی است. او پسر دیوید داوان و برادر وارون داوان است.

## زندگی شخصی
روهیت داوان در روز ۲۶ دسامبر ۱۹۸۳ در شهر بمبئی، مهاراشترا که پدرش دیوید داوان، کارگردان بود و مادرش کارونا چوپرا نام داشت، متولد شد. او برادر بزرگتر وارون داوان، که در بخش بازیگری به فعالیت مشغول است، می‌باشد و برادرزاده آنیل داوان است، که او هم بازیگر می‌باشد.

## فیلم‌شناسی
| سال  | نام فیلم   | کارگردان        | فیلم‌نامه‌نویس |
| ---- | ---------- | --------------- | ------------ |
| ۲۰۰۶ | دان        | دستیار کارگردان |              |
| ۲۰۰۷ | شریک       |                 |              |
| ۲۰۱۱ | پسران هندی | آری             | آری          |
| ۲۰۱۶ | نوشیدنی    | آری             | آری          |
| ۲۰۲۳ | شاهزاده    | آری             | آری          |